# 雷迪奇
雷迪奇（Redditch）是英國的一座城市。位於伯明翰的郊區。這裡的起司頗為知名。2005年，雷迪奇有人口79,216人。在1960年代，雷迪奇則是一個新市鎮的規劃模型。雷迪奇被指定為新市鎮之後人口大幅增加。人口從32,000人增加至77,000人。市內進行了發展規劃。市區的交通頗為發達。雷迪奇也在多部文學作品中出場。市內有多座商業設施。

## 友好城市
- 法國 欧塞尔

## 外部連結
- Website of Redditch （页面存档备份，存于）
- Redditch Standard （页面存档备份，存于） ? Local Redditch weekly newspaper
- Redditch Advertiser （页面存档备份，存于） ? Local Redditch weekly newspaper
- Radio Redditch （页面存档备份，存于） ? Local Community Radio for Redditch
- www.1stredditch.com （页面存档备份，存于） ?1st Redditch Boys and Girls Brigade Companies
- Redditch Local History Group （页面存档备份，存于） - Local History Group based at Forge Mill Museum